# 石家庄市第二十七中学
石家庄市第二十七中学是石家庄市的一所中学，建立于1989年，2001年晋升为河北省示范性中学，2001年4月被河北省政府命名为“河北省重点中学”，2023年，入选第二批全国学校急救教育试点学校。学校占地面积72.1亩，建筑面积达33987平方米，分南北两个校区（初中部）、（高中部）。
截止2010年，拥有84个教学班、5300余名学生、330名在岗教师，有特级教师4人，高级教师79人，中级教师133人。